# Supersonique
Pour l'épisode d'Alerte Cobra, voir Liste des épisodes d'Alerte Cobra#Saison 31 (2012).
Pour l’article ayant un titre homophone, voir Supersonic.
 (janvier 2014).
Si vous disposez d'ouvrages ou d'articles de référence ou si vous connaissez des sites web de qualité traitant du thème abordé ici, merci de compléter l'article en donnant les références utiles à sa vérifiabilité et en les liant à la section « Notes et références ».
Supersonique signifie « supérieur à la vitesse du son ». 
- Un véhicule supersonique est un véhicule capable de se déplacer à une vitesse supérieure à la vitesse du son qui est de l'ordre de 343 mètres par seconde (environ 1 235 kilomètres par heure ou Mach 1) dans de l'air à 15 °C au niveau de la mer. Cette vitesse variant en fonction de la température, elle diminue donc avec l'altitude, ce qui fait qu'un avion volant à Mach 1 en haute altitude aura une plus petite vitesse exprimée en km/h qu'au niveau de la mer.
- Un écoulement supersonique est symétriquement un écoulement de fluide dont la vitesse loin des perturbations par un obstacle est supérieure à la vitesse du son dans ce même fluide.

On utilise également les termes « bisonique » pour un véhicule dépassant deux fois la vitesse du son et « trisonique » si celui-ci dépasse trois fois la vitesse du son. À l'inverse, ce qui n'est pas supersonique est dit, selon l'objet ou les circonstances considérés, subsonique, transsonique.

## Généralités
Le comportement du fluide autour d'un mobile supersonique diffère considérablement de celui qu'on observe à des vitesses plus faibles. L'étude d'un mobile ponctuel fournit une explication qualitative simple (voir nombre de Mach) : alors que, en subsonique, le mobile baigne constamment dans les perturbations (les bruits) qu'il a créées précédemment, en supersonique, il abandonne en permanence ces perturbations derrière lui. Ainsi, elles se trouvent confinées dans le cône de Mach qui suit le mobile tandis que, hors de celui-ci, aucun son n'est audible.
C'est une représentation très parlante : l'onde de Mach forme une discontinuité entre deux zones aux comportements totalement différents mais ce n'est qu'une image. Le mobile ponctuel ne peut, en effet, produire que des perturbations infiniment petites, un mobile de dimensions finies produisant des perturbations finies nettement plus compliquées. L'image peut être considérée comme une approximation correcte des phénomènes observés à une échelle suffisamment petite pour que le mobile se réduise pratiquement à un point. Pour obtenir des résultats pratiques, il faut effectuer un agrandissement de manière à analyser la forme du mobile et ses conséquences précises sur le fluide situé à proximité.
Pour progresser, le point de vue sera modifié de deux manières différentes :
- le cône de Mach correspond à un écoulement tridimensionnel engendré par un point, image d'un mobile tridimensionnel tel qu'une balle de fusil, un missile, une fusée, etc. On considérera ici le cas d'une aile d'avion qui conduit, au moins en première approximation, à un problème bidimensionnel dans lequel le cône est remplacé par un dièdre ou, en projection, par deux lignes de Mach, la vue de profil restant identique à celle qui était basée sur les sphères de perturbation ;

- au lieu de considérer le mouvement d'un objet dans une atmosphère préalablement au repos, il est intéressant de se positionner sur l'objet qui voit arriver un écoulement supersonique, comme dans une soufflerie.

## Origine et effet des ondes de choc
À l'issue de la phase transsonique qui voit l'apparition d'ondes de choc sur l'extrados puis sur l'intrados, lorsque tous les points de l'aile atteignent Mach 1, ces deux chocs sont repoussés au bord de fuite et deviennent obliques.
De plus, sur un profil d'aile classique avec un bord d'attaque arrondi, il se forme une onde de choc détachée devant ce bord d'attaque. Elle enferme un volume d'air qui est brutalement ralenti avec une forte surpression. Ce phénomène est à l'origine d'une augmentation de la traînée qui se substitue à la traînée liée au décollement en transsonique.
Il existe deux techniques pour réduire cette traînée. Comme en transsonique, l'utilisation d'une aile en flèche ou d'une aile delta diminue le nombre de Mach « vu » par l'aile. On peut également utiliser un profil supersonique symétrique avec une pointe au bord d'attaque comme au bord de fuite. L'inconvénient réside alors dans ses mauvaises performances en subsonique car un bord d'attaque aigu « traumatise » beaucoup plus un écoulement subsonique qu'un écoulement supersonique.

## Description sommaire des phénomènes autour du bord d'attaque d'un profil supersonique
Au voisinage du bord d'attaque d'un profil supersonique, il y a deux écoulements analogues à celui qu'on peut observer sur un dièdre convergent. En chaque point de celui-ci, est attachée une ligne de Mach définie précédemment comme une discontinuité d'amplitude infinitésimale. La superposition de ces différentes discontinuités élémentaires crée une discontinuité d'amplitude finie, une onde de choc. À travers celle-ci, la pression augmente brutalement.
Si le choc est droit, de supersonique l'écoulement devient subsonique. Dans le cas oblique, illustré ci-contre, seule la composante normale, à travers le choc, est réduite : la résultante peut donc rester supersonique. La décroissance de la vitesse dépend donc de l'angle du dièdre. 
De manière un tout petit peu plus précise, on peut dire que les lignes de Mach faisant avec les vitesses d'écoulement un angle défini par le seul nombre de Mach (son sinus est égal à l'inverse de celui-ci), celles qui seraient liées à des vitesses supersoniques le long de la paroi inclinée rencontreraient celles de l'écoulement non perturbé. Cette rencontre de lignes de discontinuité ne peut se résoudre que  par un phénomène brutal, irréversible au sens de la thermodynamique. Autour d'un dièdre divergent, les lignes de Mach basculent progressivement pour produire un éventail de détente, phénomène réversible.

## Écoulement autour d'un profil supersonique
Cet écoulement subsonique au bord d'attaque est ensuite soumis à la forme convexe de l'intrados (ou de l'extrados) : la veine fluide est d'abord restreinte dans la première moitié, puis étendue dans la seconde. Les phénomènes sont en général analogues à ceux qui se produisent dans la tuyère d'une soufflerie supersonique constituée d'un convergent et d'un divergent séparés par un col sonique lorsque la soufflerie est amorcée. Dans tous les cas le nombre de Mach et la pression varient en sens inverse.
Sur l'écoulement devenu subsonique, le phénomène n'est pas qualitativement changé par rapport à ce qui se passerait si le fluide était incompressible (Mach < 0,3 environ) : le resserrement de la veine augmente la vitesse tandis que la pression diminue.
Ces accroissements de la vitesse d'un bout à l'autre de la zone considérée se traduisent par des réductions concomitantes de la pression.
En arrivant au bord de fuite, l'écoulement est donc supersonique, avec une pression relativement faible. La partie extrados de l'écoulement rencontrant alors la partie intrados, les vitesses sont brutalement rectifiées à l'horizontale, ce qui crée une surpression à travers une nouvelle onde de choc.
Ce sont les deux ondes de choc qui créent le double bang, une détente étant toujours réversible. Pour l'avion en vol, leur caractère irréversible entraîne une augmentation de la résistance de l'air.

## L'onde de choc

Celle-ci se déplace au fur et à mesure du déplacement de l'avion. Ce qui n'est donc pas un son continu pour un observateur extérieur, sauf dans le cas particulier d'un virage. Il pourra y avoir un superbang avec des intensités de 5 ∆P[Quoi ?] et ponctuellement superfocalisation de l'onde de choc à 9 ∆P, pouvant occasionner des dégâts au sol (exceptionnel).

## Exemples
Quelques avions civils et militaires supersoniques :
- le Bell X-1 piloté par Chuck Yeager fut le premier avion au monde à dépasser officiellement la vitesse du son, le 14 octobre 1947 ;
- les premiers avions militaires construits en série et supersoniques en vol horizontal furent :
  - le F-100 Super Sabre (États-Unis à partir de 1954),
  - le Mikoyan-Gourevitch MiG-19 Farmer (URSS, à partir de 1955),
  - le Super Mystère B2 (France, à partir de 1958) ;
- le Concorde et le Tupolev Tu-144 sont les seuls avions civils supersoniques (et même bi-soniques) de l'histoire du transport aérien civil ;
- ZEHST est un projet d'avion supersonique civil du groupe EADS ;
- Boom est aussi un projet d'avion supersonique civil, pouvant voler à Mach 2.2 ;
- le Lockheed SR-71 Blackbird, le MIG-25 Foxbat et le MIG-31 Foxhound font partie des rares avions militaires tri-soniques.